# دروهيدا

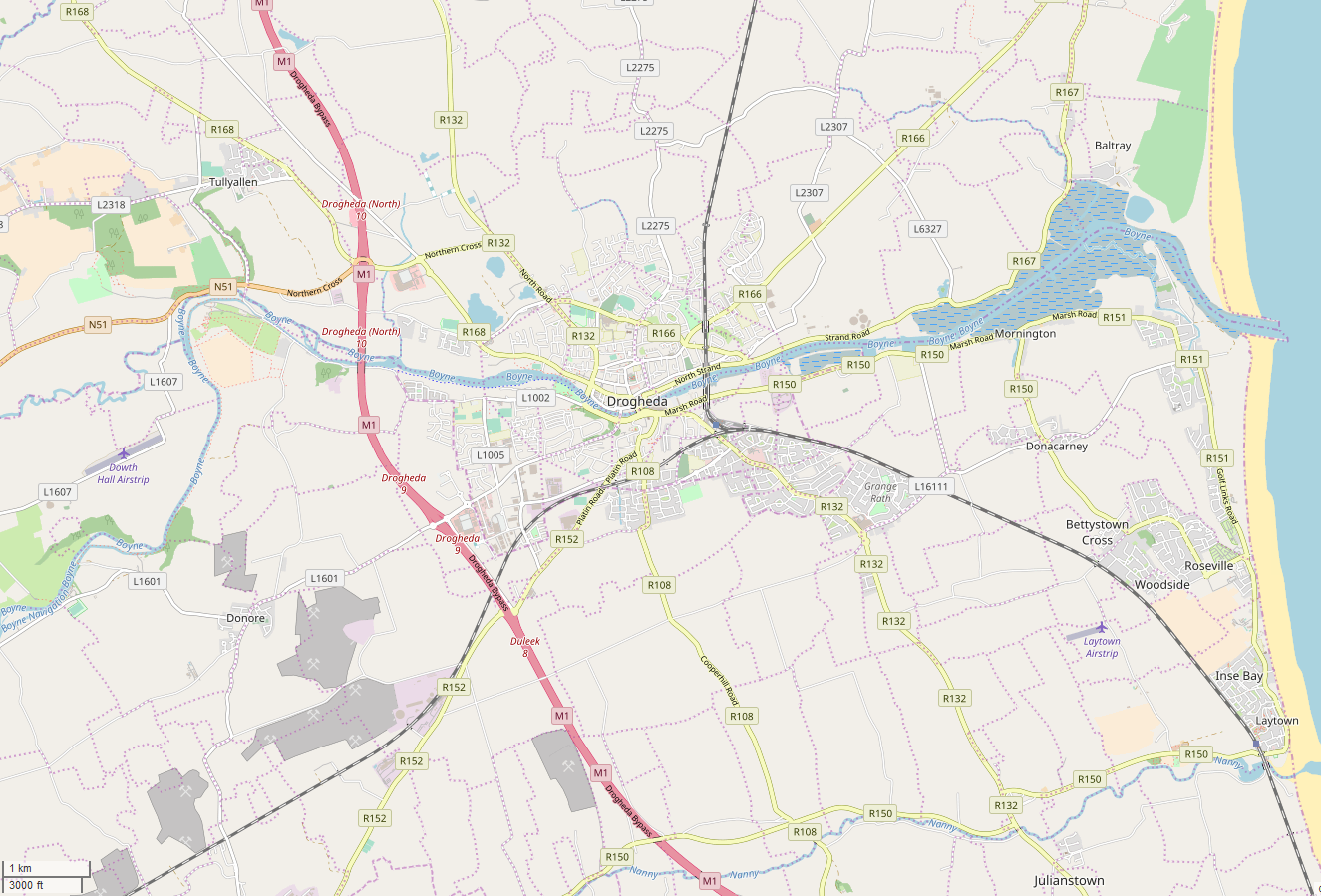
خريطة دروهيدا

دروهيدا (بالإنجليزية: Drogheda) (وتعني "الجسر عند الممر المائي") هي مدينة صناعية وميناء في مقاطعة لاوث على الساحل الشرقي لأيرلندا، على بعد 43 كم (27 ميل) شمال وسط مدينة دبلن. تقع على ممر دبلن - بلفاست على الساحل الشرقي لأيرلندا، معظمها في مقاطعة لاوث ولكن مع الأطراف الجنوبية للمدينة في مقاطعة ميث، على بعد 40 كم (25 ميل) شمال وسط مدينة دبلن. بلغ عدد سكان دروهيدا 44135 نسمة في عام 2022، مما يجعلها الحادية عشرة من حيث عدد السكان في جميع أنحاء أيرلندا، وأكبر بلدة في أيرلندا، من حيث عدد السكان والمساحة. وهي ثاني أكبر مدينة في مقاطعة لاوث حيث يبلغ عدد سكانها 35,990 نسمة، وسادسة أكبر مدينة في مقاطعة ميث حيث يبلغ عدد سكانها 8,145 نسمة. تعتبر نقطة الجسر الأخيرة على نهر بوين قبل دخوله البحر الأيرلندي. يقع موقع نيوغرانغ المدرج ضمن قائمة التراث العالمي لليونسكو على بعد 8 كم (5.0 ميل) غرب المدينة.

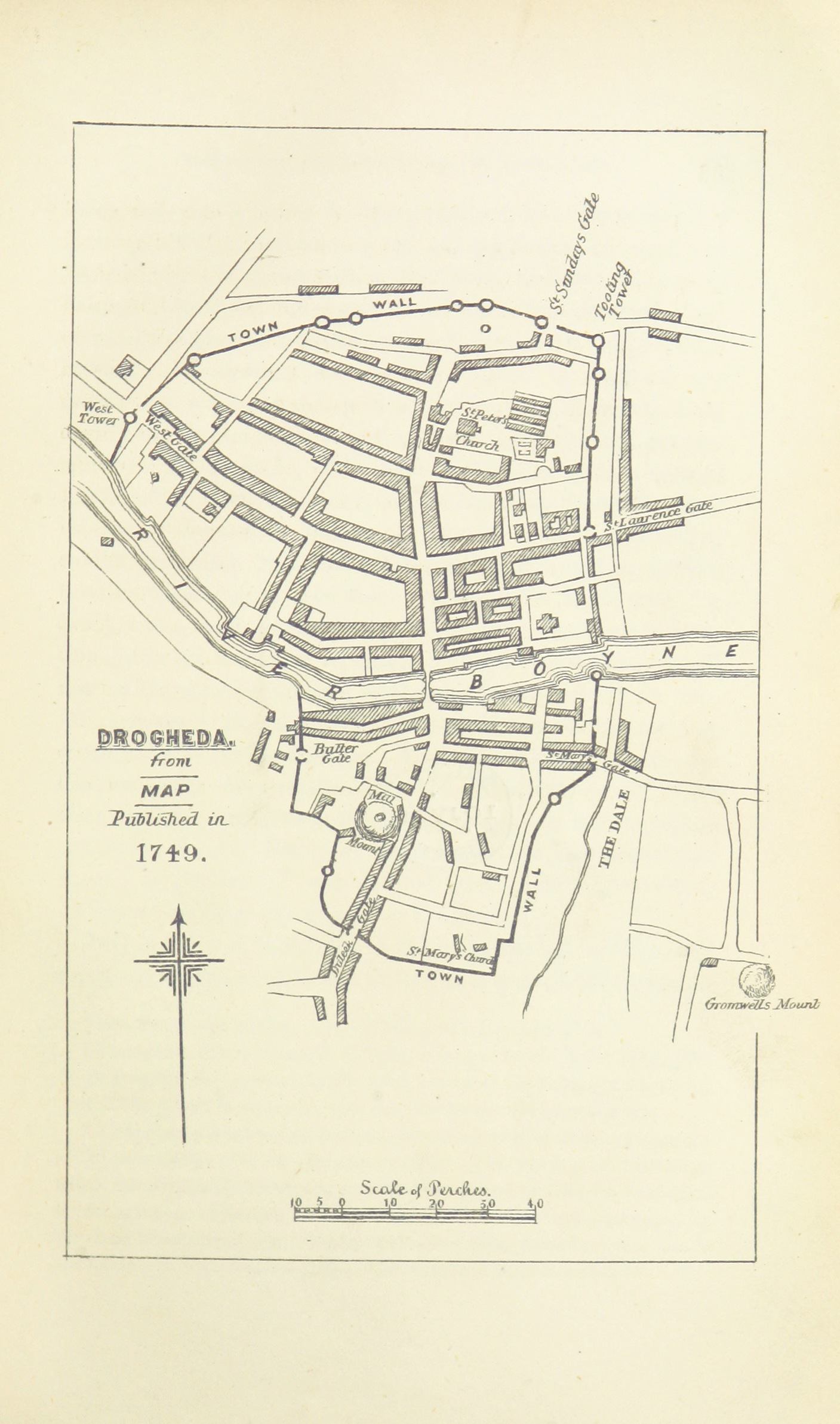
دروهيدا، 1749

تأسست دروهيدا كبلدتين تتم إدارتهما بشكل منفصل في منطقتين مختلفتين: دروهيدا-إن- ميث (أي سيادة وحرية ميث، والتي مُنحت منها ميثاقًا في عام 1194) ودروهيدا-إن-أورييل (أو "أورييل"، كما كانت تُعرف مقاطعة لاوث آنذاك). جاء التقسيم من الحدود في القرن الثاني عشر بين مملكتين أيرلنديتين، استعمرتهما مصالح نورمانية مختلفة، تمامًا كما يواصل نهر بوين تقسيم المدينة بين أبرشيتي أرماغ وميث. في عام 1412، تم توحيد هاتين المدينتين، وأصبحت دروهيدا شركة مقاطعة (county corporate)، وأطلق عليها "مقاطعة بلدة دروهيدا" (the County of the Town of Drogheda). ظلت دروهيدا بمثابة بلدة مقاطعة حتى إنشاء مجالس المقاطعات بموجب قانون الحكومة المحلية (أيرلندا) لعام 1898، والذي شهد تحول دروهيدا بالكامل، بما في ذلك منطقة كبيرة جنوب بوين، إلى جزء من مقاطعة لاوث الممتدة. مع صدور الأمر المؤقت لعام 1976 بشأن حدود مقاطعة لوث ومنطقة دروهيدا، ازداد حجم مقاطعة لوث مرة أخرى على حساب مقاطعة ميث. وقد تم تعديل الحدود بشكل إضافي في عام 1994 بموجب لوائح الحكومة المحلية (الحدود) (انتخابات المدينة) لعام 1994. تعترف خطة تنمية مقاطعة ميث 2007-2013 بالمناطق المحيطة بميث في دروهيدا باعتبارها مركز نمو أساسي مُماثل لنافان.
تم اختيار المدينة لاستضافة مهرجان (Fleadh Cheoil na hÉireann) لمدة عامين في 2018 و2019.

## تاريخ

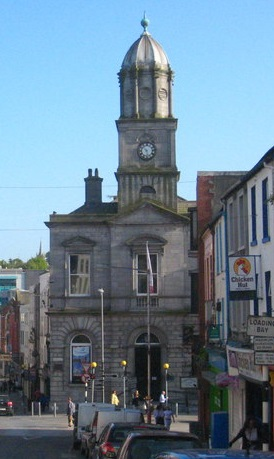
مبنى
(The Tholsel)

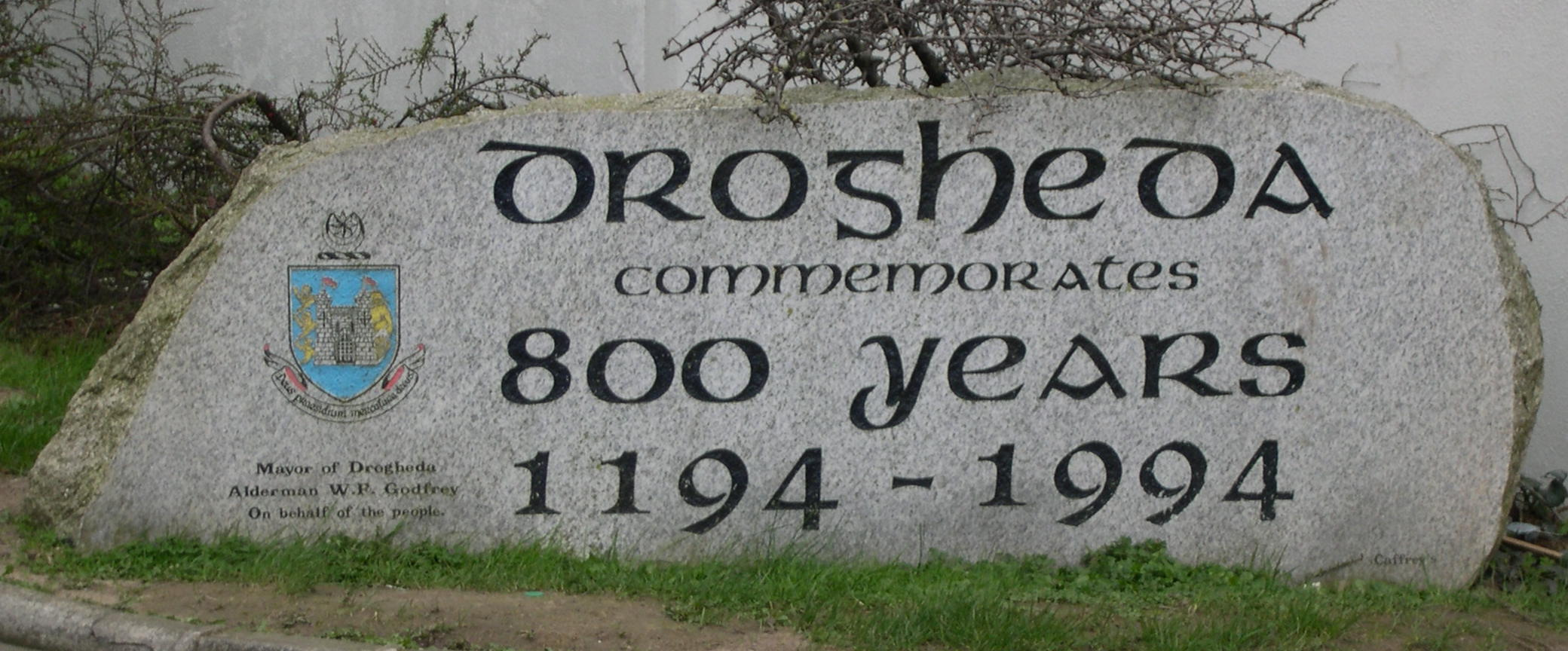
ذكرى الميثاق الرسمي

### المناطق الداخلية
تقع المدينة في منطقة تحتوي على عدد من المعالم الأثرية التي يعود تاريخها إلى العصر الحجري الحديث فصاعدًا، ومن بينها على الأرجح مقابر الممرات الكبيرة في نيوغرانغ، ونوث، ودوث. أظهرت كثافة المواقع الأثرية التي تعود إلى عصور ما قبل التاريخ والعصور المسيحية المبكرة والتي تم اكتشافها في سياق التطورات الجارية (بما في ذلك أثناء بناء الطريق السريع الشمالي أو "طريق دروهيدا الالتفافي") أن المناطق الداخلية من دروهيدا كانت عبارة عن منطقة مستقرة منذ آلاف السنين.

### بدايات المدينة

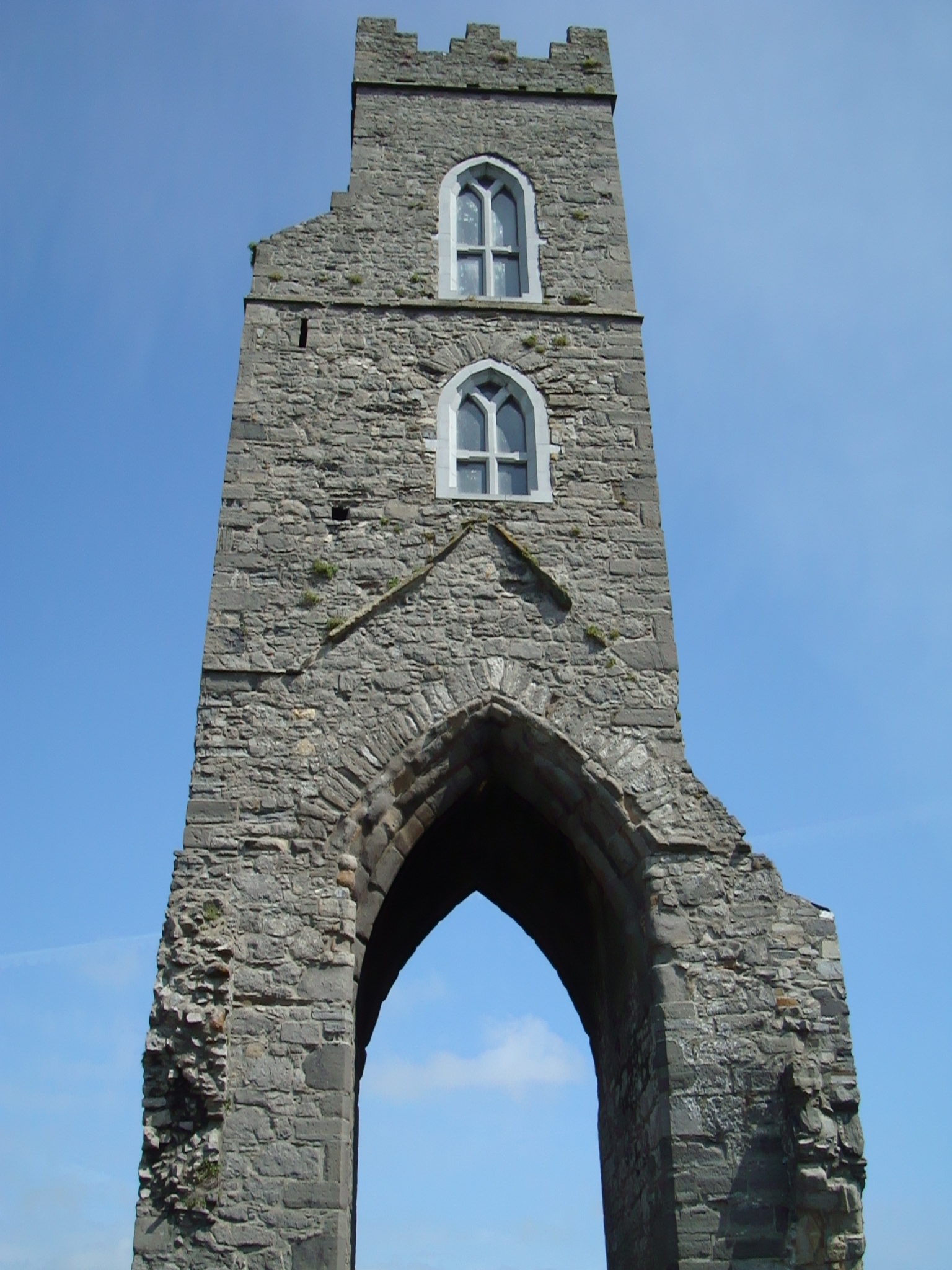
دير القديسة مريم المجدلية.

على الرغم من التقاليد المحلية التي تربط ميلمونت بأميرجين غلوينغل، إلا أن جون برادلي ذكر في دراسته لتاريخ وآثار البلدة عام 1978 أن "لا الوثائق ولا الأدلة الأثرية تشير إلى وجود أي مستوطنة في البلدة قبل مجيء النورمان". ويبدو أن نتائج عدد من الحفريات واسعة النطاق التي أجريت في منطقة المدينة التي تعود إلى العصور الوسطى تؤكد هذا البيان.
أحد أقدم المياني في المدينة هو قلعة موتي وبيلي، المعروفة الآن باسم حصن ميلمونت، والتي تطل على المدينة من منحدر على الضفة الجنوبية لنهر بوين والتي بناها على الأرجح اللورد النورماندي لميث، هيو دي لاسي، في وقت ما قبل عام 1186. الجدار على الجانب الشرقي من شارع روزماري، وهو شارع خلفي يمتد من شارع سانت لورانس باتجاه كنيسة أوغسطين، هو أقدم مبنى حجري في دروهيدا. تم الانتهاء من بنائه في عام 1234 باعتباره الجدار الغربي للقلعة الأولى التي تحرس الوصول إلى نقطة العبور الشمالية لنهر بوين. كان هناك قلعة لاحقة، تعود إلى حوالي عام 1600، تسمى قلعة لوندي، تقع عند تقاطع شارع ويست وشارع بيتر. على ميثسايد، كانت "قلعة دروهيدا" أو "قلعة الراحة" عبارة عن قلعة برجية على الجانب الجنوبي من حلبة مصارعة الثيران. وقد كان بمثابة سجن، ومقرًا لجلسة البرلمان الأيرلندي في عام 1494. أقدم ميثاق معروف للمدينة هو الميثاق الذي منحه والتر دي لاسي لدروهيدا-إن-ميث في عام 1194. في القرن السابع عشر، تم كتابة اسم المدينة أيضًا (Tredagh) بما يتفق مع النطق الشائع، كما وثق جيرارد بواتي في عمله "التاريخ الطبيعي لأيرلندا" (Irelands' Natural History). في حوالي عام 1655، تم كتابة (Droghedagh) على خريطة رسمها ويليام فاريلاند.
كانت دروهيدا مدينة مسورة مهمة في إنجلترا في العصور الوسطى. وقد استضافت بشكل متكرر اجتماعات البرلمان الأيرلندي في ذلك الوقت. وفقًا لروزاموند جوسلين ميتشل (R.J. Mitchell) في عمله (John Tiptoft، Earl of Worcester)، فإنه في أعقاب حرب الورديتن، تم إعدام إيرل ديزموند وابنيه الأصغرين (لا يزالان طفلين) هناك في عيد الحب عام 1468 بأمر من إيرل ووستر، نائب اللورد في أيرلندا. وقد تبين لاحقًا (على سبيل المثال في كتاب روبرت فابيان "السجلات الجديدة لإنجلترا وفرنسا") أن إليزابيث وودفيل، زوجة الملك، كانت متورطة في الأوامر الصادرة. تم نقل البرلمان إلى المدينة في عام 1494 وأقرّ قانون بوينينغز (Poynings' Law)، وهو التشريع الأكثر أهمية في التاريخ الأيرلندي، بعد عام واحد. وقد أدى هذا فعليًا إلى إخضاع السلطات التشريعية للبرلمان الأيرلندي للملك ومجلسه الإنجليزي.

### الأحداث اللاحقة

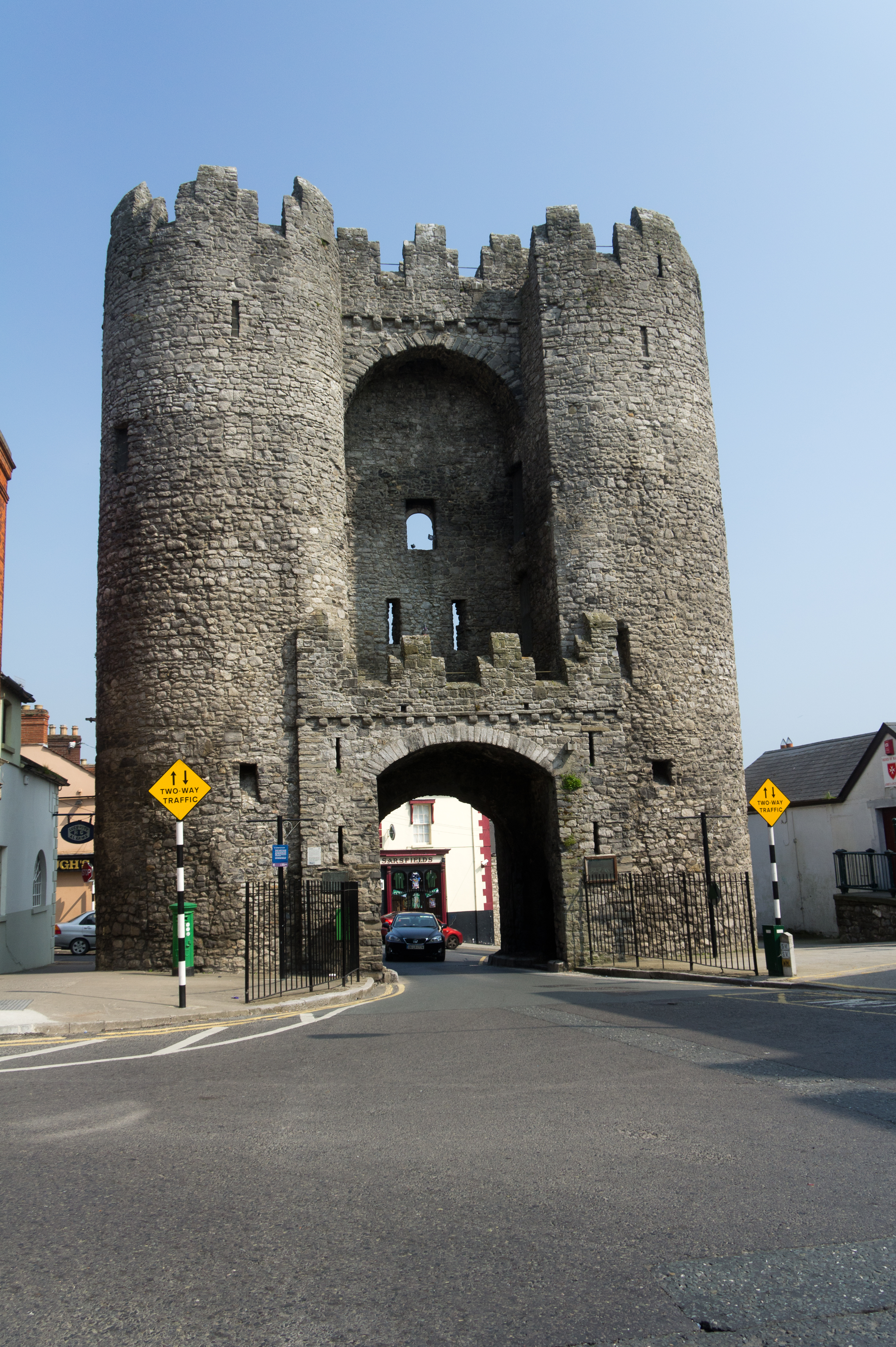
بوابة القديس لورانس

حوصرت المدينة مرتين خلال الحروب الكونفدرالية الأيرلندية.
في الحصار الثاني لدروهيدا، تم شن هجوم على المدينة من الجنوب، وتم اختراق الجدران العالية، واستولى أوليفر كرومويل على المدينة في 11 سبتمبر 1649، كجزء من غزو كرومويل لأيرلندا، وكانت موقعًا لمذبحة للمدافعين الملكيين. وبحسب كلماته بعد حصار دروهيدا، "عندما استسلموا، تعرض ضباطهم للضرب على رؤوسهم، وقُتل رجل من كل عشرة جنود، وتم نقل الباقي إلى باربادوس".
تم إنشاء إيرلدوم دروهيدا ضمن طبقة النبلاء في أيرلندا في عام 1661.
وقعت معركة بوين عام 1690، على بعد حوالي 6 كم (3.7 ميل) غرب المدينة، على ضفاف نهر بوين، في أولدبريدج. تم الانتهاء من بناء مبنى (Tholsel) في شارع (West) في عام 1770.
في عام 1790، تم إنشاء مفوضية ميناء دروهيدا. وظلت في مكانها حتى عام 1997 عندما حلت محلها شركة ميناء دروهيدا، وهي مؤسسة تجارية.
في عام 1825، تأسست شركة (Drogheda Steam Packet Company) في المدينة، والتي تقدم خدمات الشحن إلى ليفربول.
في عام 1837، بلغ عدد سكان منطقة دروهيدا 17,365 نسمة، منهم 15,138 يعيشون في المدينة.

### أسلحة المدينة
يتميز شعار النبالة الخاص بمدينة دروهيدا بوجود بوابة القديس لورانس مع ثلاثة أسود، وسفينة تخرج من جانبي الباربيكان. شعار المدينة (Deus praesidium, mercatura decus) "الله قوتنا، قم بتسويق مجدنا".
تم ذكر شعار الهلال والنجمة الموجود في شعار النبالة كجزء من ختم العمدة بواسطة الكاردينال جون فرانسيس دالتون (1844).
في عام 2010، صرحت الرئيسة الأيرلندية ماري ماك أليس، في خطاب ألقته خلال زيارة رسمية إلى تركيا، أن النجمة والهلال أضيفا في أعقاب المجاعة الكبرى امتنانًا لإمدادات الغذاء التي تبرع بها السلطان العثماني، والتي وصلت إلى دروهيدا عن طريق السفن. أشارت الصحافة الأيرلندية بسرعة إلى أن القصة كانت مجرد أسطورة، حيث وصفها مؤرخ محلي بأنها "ليست أقل من محض هراء". ومع ذلك، فإن الأدلة اللاحقة، بما في ذلك رسالة عُرضت في مكتب المفوضية الأوروبية، تؤكد أن تركيا جاءت لمساعدة الأيرلنديين أثناء المجاعة.

### القرن 20

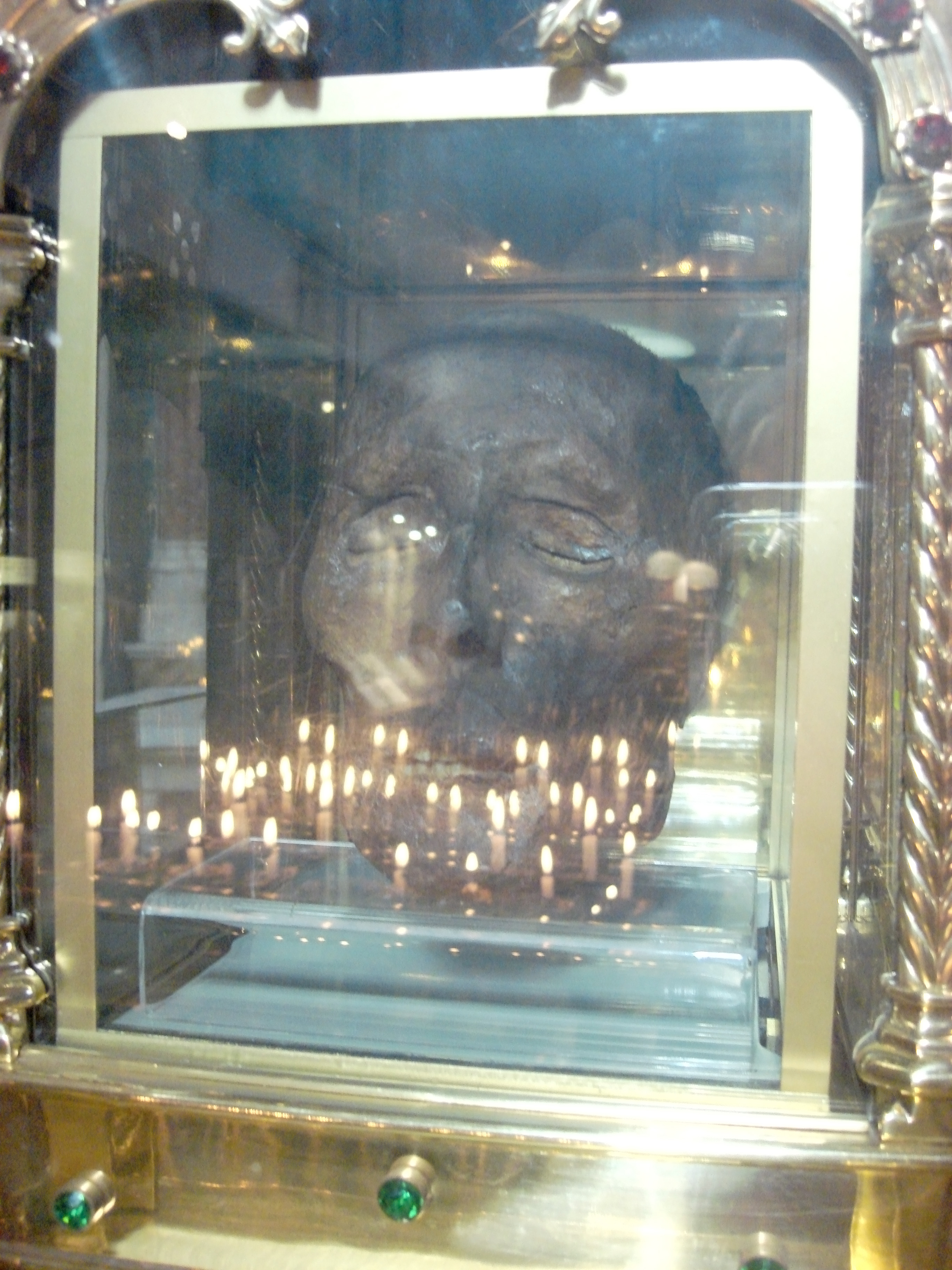
رأس القديس أوليفر بلانكيت

في عام 1921، تم عرض الرأس المقطوع المحفوظ للقديس أوليفر بلونكيت، الذي أعدم في لندن عام 1681، في كنيسة القديس بطرس (الكاثوليكية)، حيث لا يزال موجودًا حتى اليوم. تقع الكنيسة في شارع ويست، وهو الشارع الرئيسي في المدينة.
في عام 1979، زار البابا يوحنا بولس الثاني دروهيدا كجزء من جولته المكونة من خمس محطات في أيرلندا. وصل بعد أقل من شهر من اغتيال الجيش الجمهوري الأيرلندي للورد مونتباتن، ابن عم الملكة إليزابيث، في مولاغمور. في 29 سبتمبر 1979، وصل إلى دبلن، حيث ألقى قداسه الأول. ثم ألقى خطابًا أمام 300 ألف شخص في دروهيدا، حيث ناشد "على ركبتيه" الجماعات شبه العسكرية لإنهاء العنف في أيرلندا:
"الآن أود أن أتحدث إلى كل الرجال والنساء المتورطين في العنف. أناشدكم بلغة التوسل العاطفي. وأنا أتوسل إليكم على ركبتي أن تبتعدوا عن مسارات العنف وأن تعودوا إلى طرق السلام. يمكنكم أن تزعموا أنكم تسعون إلى العدالة. أنا أيضًا أؤمن بالعدالة وأسعى إلى العدالة. لكن العنف لا يؤدي إلا إلى تأخير يوم العدالة. العنف يدمر عمل العدالة. إن المزيد من العنف في أيرلندا لن يؤدي إلا إلى تدمير الأرض التي تزعمون أنكم تحبونها والقيم التي تزعمون أنكم تعتزون بها."

### القرن 21
بعد مرور عقدين من الزمن على بداية القرن الحادي والعشرين، عانت بعض المناطق التاريخية في مدينة دروهيدا من التدهور الحضري. لقد ظلت بعض المباني مهجورة لسنوات عديدة وهي معرضة لخطر الانهيار. كانت هناك خطة مرورية في عام 2006 لتحويل شارع ويست إلى شارع مخصص للمشاة. تم رفضه بتصويت الأعضاء المنتخبين. لقد تعرضوا لضغوط من التجار في المنطقة الذين كانوا قلقين بشأن انخفاض محتمل في أعداد الزبناء. لكن القضية أصبحت موضع نقاش مرة أخرى. وعند سؤال سكان دروهيدا، أشاروا إلى أن مزيجًا من مواقف السيارات الباهظة الثمن والأسعار التجارية المرتفعة كان له تأثير جاذب على مركز المدينة. أُجبرت المتاجر على الإغلاق وفي الوقت نفسه نقل المتسوقون أعمالهم إلى المتنزهات التجارية مثل مركز بوين للتسوق في شارع بولتون. تم اقتراح نهج جذري وشامل لتجديد المنطقة في "رؤية ويستجيت: دليل استعادة المشهد الحضري" (Westgate Vision: A Townscape Recovery Guide). من المقرر أن تخضع منطقة ويست جيت في دروهيدا لعملية تجديد مدتها 10 سنوات من قبل مجلس مقاطعة لاوث.

## التركيبة السكانية
يبلغ عدد سكان دروهيدا أكثر من 70 ألف نسمة في دائرة نصف قطرها 15 كم (9.3 ميل). وفقًا لتعداد عام 2022، كان عدد سكان مدينة دروهيدا 44,135 شخصًا في ذلك الوقت.
بحسب تعداد عام 2011، شكل المواطنون غير الأيرلنديين نسبة 16.1% من السكان، مقارنة بمتوسط وطني بلغ 12%. كان المواطنون البولنديون (1,127) هم المجموعة الأكبر، يليهم المواطنون الليتوانيون (1,044 شخصًا). بحسب تعداد عام 2016، كان 17.4% من السكان من غير المواطنين الأيرلنديين، مع 676 شخصًا من المملكة المتحدة، و1324 مواطنًا بولنديًا، و1014 ليتوانيًا، و1798 شخصًا من أماكن أخرى في الاتحاد الأوروبي، و1400 من جنسيات أخرى (غير تابعة للاتحاد الأوروبي).
اعتبارًا من تعداد عام 2022، كان التركيب العرقي للمدينة 80.65٪ من البيض إجمالًا، بما في ذلك 67.81٪ من الأيرلنديين البيض و 12.57٪ من البيض الآخرين، و 7.48٪ لم يحددوا عرقهم، و 5.7٪ من الآسيويين، و 2.44٪ أعراق أخرى، و 3.73٪ من السود.

## الفنون والترفيه

### الموسيقى
استضافت دروهيدا المهرجان الوطني للموسيقى التقليدية، (Fleadh Cheoil na hÉireann)، في عام 2018 ومرة أخرى في عام 2019.
دروهيدا هي موطن لفرقتين نحاسيتين: فرقة دروهيدا النحاسية وفرقة لورديس النحاسية. في عام 2014، استضافت المدينة مهرجان السامبا الصيفي الدولي حيث جاءت فرق السامبا من جميع أنحاء العالم إلى المدينة لمدة ثلاثة أيام من الطبول والعروض.
المؤلف الموسيقي وعضو منظمة (Aosdána)، 'مايكل هولوهان، يعيش في دروهيدا منذ عام 1983. قُدّمت مؤلفاته وعُرضت على المستويين المحلي والدولي. تشمل أبرز محطات مسيرته في دروهيدا:
- كرومويل 1994، ضمن احتفالات "دروهيدا 800" (بأداء RTECO في كنيسة لوردس).
- قداس النار 1995، في إطار "الأوغسطينيون 700" (بث مباشر على تلفزيون RTÉ).
- لا ملاذ 1997، بالتعاون مع الحائز على جائزة نوبل والشاعر شيموس هيني (كنيسة الأوغسطينيين).
- خدمة أحد الذكرى واتحاد دروهيدا 600 (بث مباشر على تلفزيون RTÉ من كنيسة القديس بطرس التابعة لكنيسة أيرلندا).
- حفلتان كبيرتان مع أوركسترا وادي بوين في مهرجان (Fleadh Cheoil na hÉireann) عامي 2018 و2019.

تستضيف مدينة دروهيدا بانتظام "الموسيقى عند البوابة"، وهو حدث يديره المجتمع بقيادة عازف المزمار داراغ أو هيليج، بجوار بوابة سانت لورانس في وسط دروهيدا.
يقام مهرجان دروهيدا للفنون، وهو مزيج من الموسيقى والأداء الحي والترفيه في الشوارع، خلال عطلة نهاية الأسبوع في شهر مايو.[بحاجة لمصدر]

### الفنون البصرية
شهد شهر أكتوبر 2006 افتتاح معرض (Highlanes)، وهو أول معرض فني مخصص للبلدة. يقع في الكنيسة الفرنسيسكانية السابقة والدير في شارع القديس لورانس. يضم المعرض مجموعة الفنون البلدية لدروهيدا، والتي يعود تاريخها إلى القرن السابع عشر.

## الأماكن ذات الأهمية

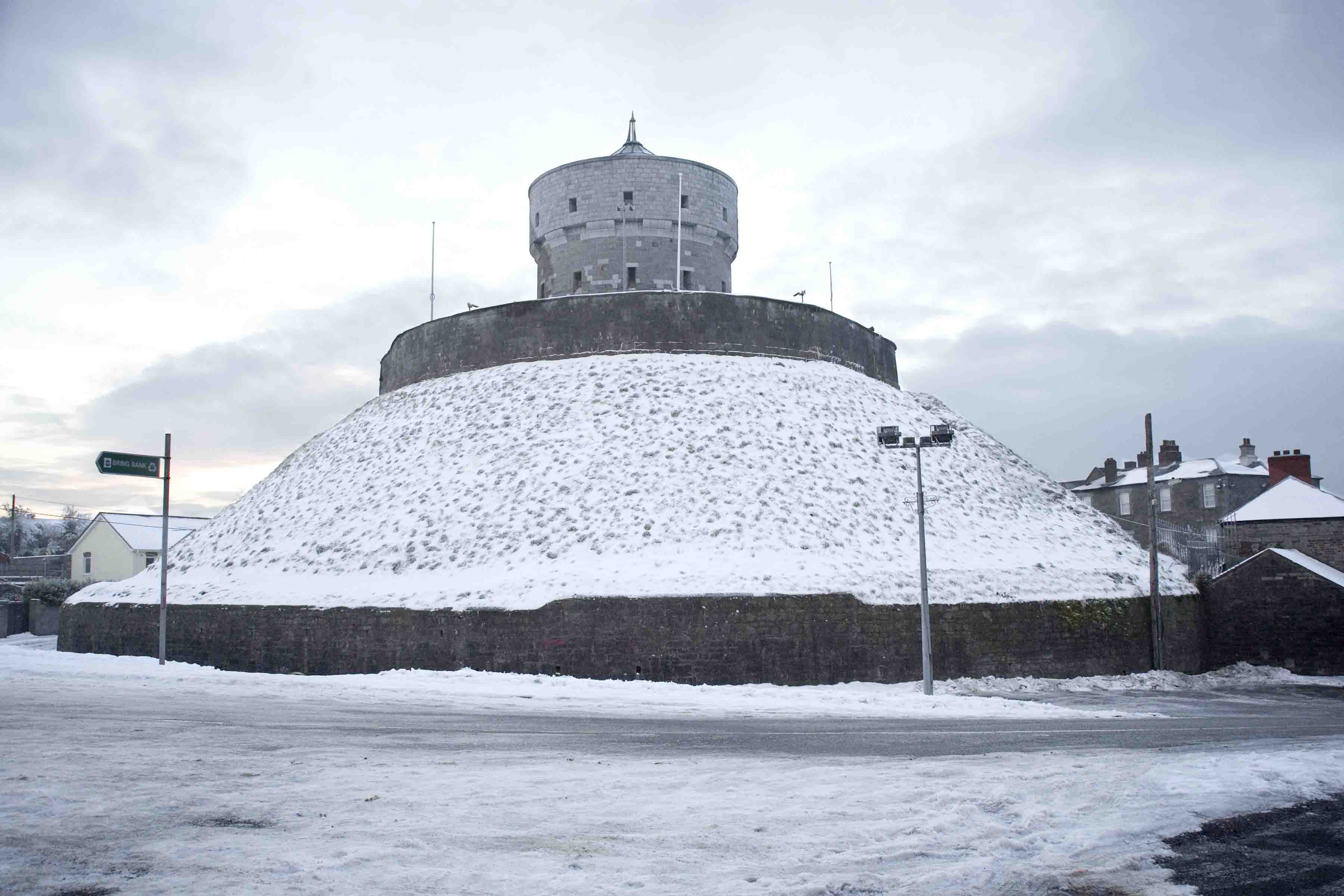
نصب ميلمونت التذكاري

دروهيدا هي مدينة قديمة تتمتع بصناعة سياحية متنامية. يوجد بها موقع مدرج على قائمة التراث العالمي لليونسكو، نيوغرانغ، يقع على بعد 8 كـم (5.0 ميل) إلى الغرب من مركز المدينة. وتشمل المواقع السياحية الأخرى في المنطقة ما يلي:
- حصن مولمونت والمتحف
- بوابة سانت لورانس بوابة باربيكان ق. القرن الرابع عشر
- نصب تذكاري لجون هولاند (تمثال لتخليد ذكرى مخترع الغواصة)
- جسر بوين
- منزل سكني لجون جيمسون (غير مفتوح للجمهور)، ومسار تقطير جيمسون لمصانع الشعير في المدينة.
- معركة بوين الموقع ومركز الزوار
- مدرسة ايمون كينت (كانت تُعرف سابقًا باسم مدرسة سانت جوزيف سي بي إس، وتعمل الآن باسم فندق سكولارز)
- منزل وحدائق بوليو
- دير ميليفونت
- قاعة تاونلي، مسار طبيعي وغابات
- حديثة الأميرة غريس كيلي للورود في حديقة سانت دومينيك
- كنيسة القديس بطرس الكاثوليكية الرومانية، التي تضم ضريح أوليفر بلونكيت
- كنيسة القديس بطرس في أيرلندا، على تلة بيتر
- معرض هاي لاينز
- الكنيسة الأوغسطينية، "نافذة الآلام" هاري كلارك ستوديو[42]

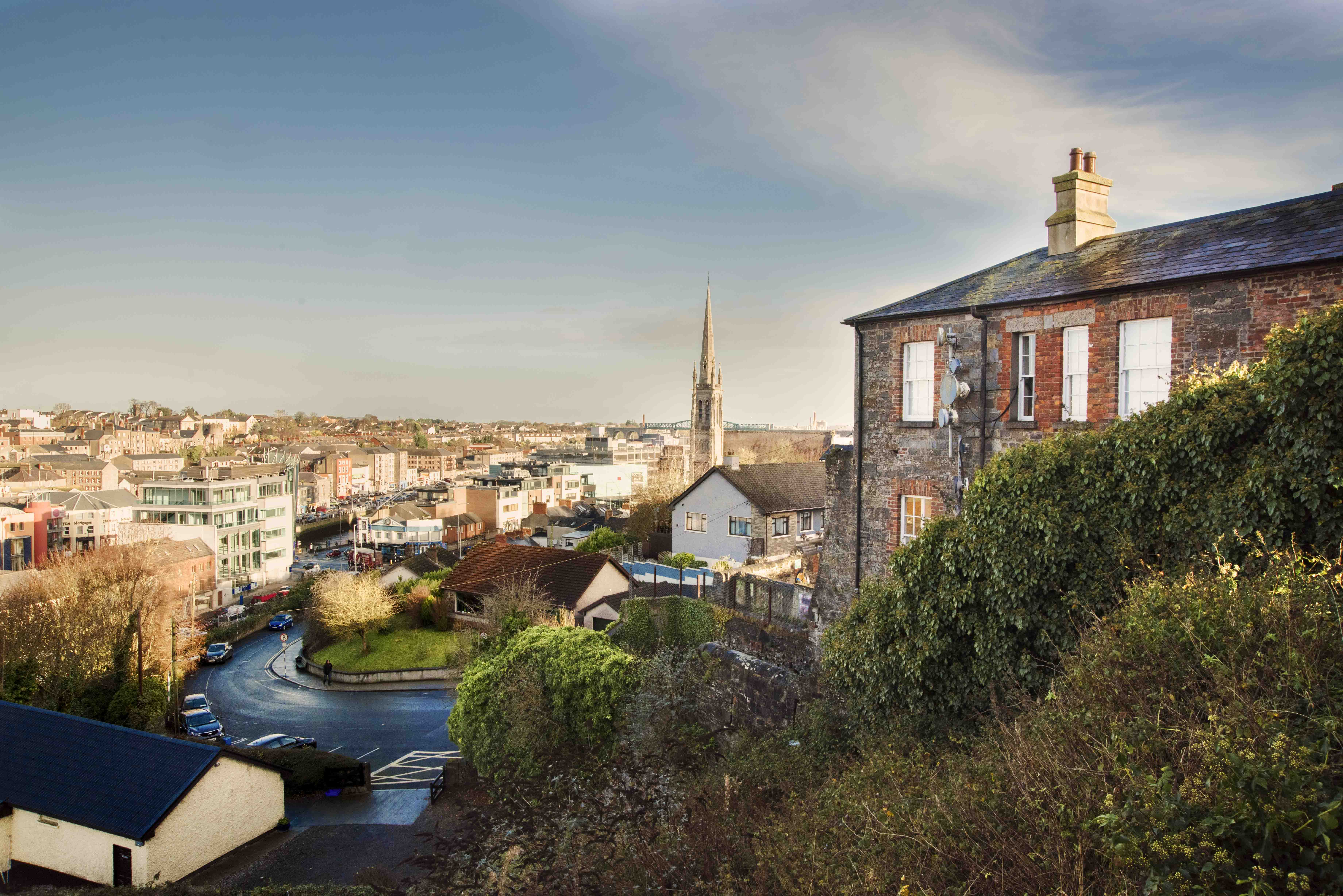
منظر لدروهيدا من ميلمونت

## الصناعة والاقتصاد
توجد العديد من الشركات العالمية المتمركزة في منطقة دروهيدا. تشمل جهات العمل المحلية شركات: كوكا كولا وستيت ستريت و(Natures Best) و(Yapstone Inc)، و(Drogheda Port Company) و(Glanbia) و(Flogas) (محطات Flogas فقط منذ عام 2025).
تتمتع مدينة دروهيدا أيضًا بتاريخ طويل في صناعة التخمير والتقطير، حيث قامت شركات (Jameson Whiskey) وكوكا كولا وغينيس وجاك دانيلز بإنتاج منتجاتها سابقًا (أو لا تزال تنتج) في المدينة أو بالقرب منها. وتشمل هذه الشركات معمل تقطير ومصنع جعة (Boann)، و(Slane Whiskey) (شركة مملوكة لشركة Jack Daniel's)، و(Listoke House)، و(Dan Kellys) (سيدر)، و(Jack Codys). كانت المدينة في السابق تقوم بتقطير ويسكي برستون، وهي علامة تجارية لويسكي جيمسون؛ وبيرة كيرنز، التي تأسست محليًا وبيعت لشركة جينيس؛ ومركز كوكاكولا.
شهدت مدينة دروهيدا في السنوات الأخيرة نمواً في بناء الشقق والعقارات التجارية والمنازل. ومن المتوقع أن تستقبل دروهيدا في عام 2024 أكثر من 1000 منزل جديد تم بناؤه بأنواع وأسعار مختلفة.[بحاجة لمصدر]

## النقل والاتصالات ووسائل الراحة

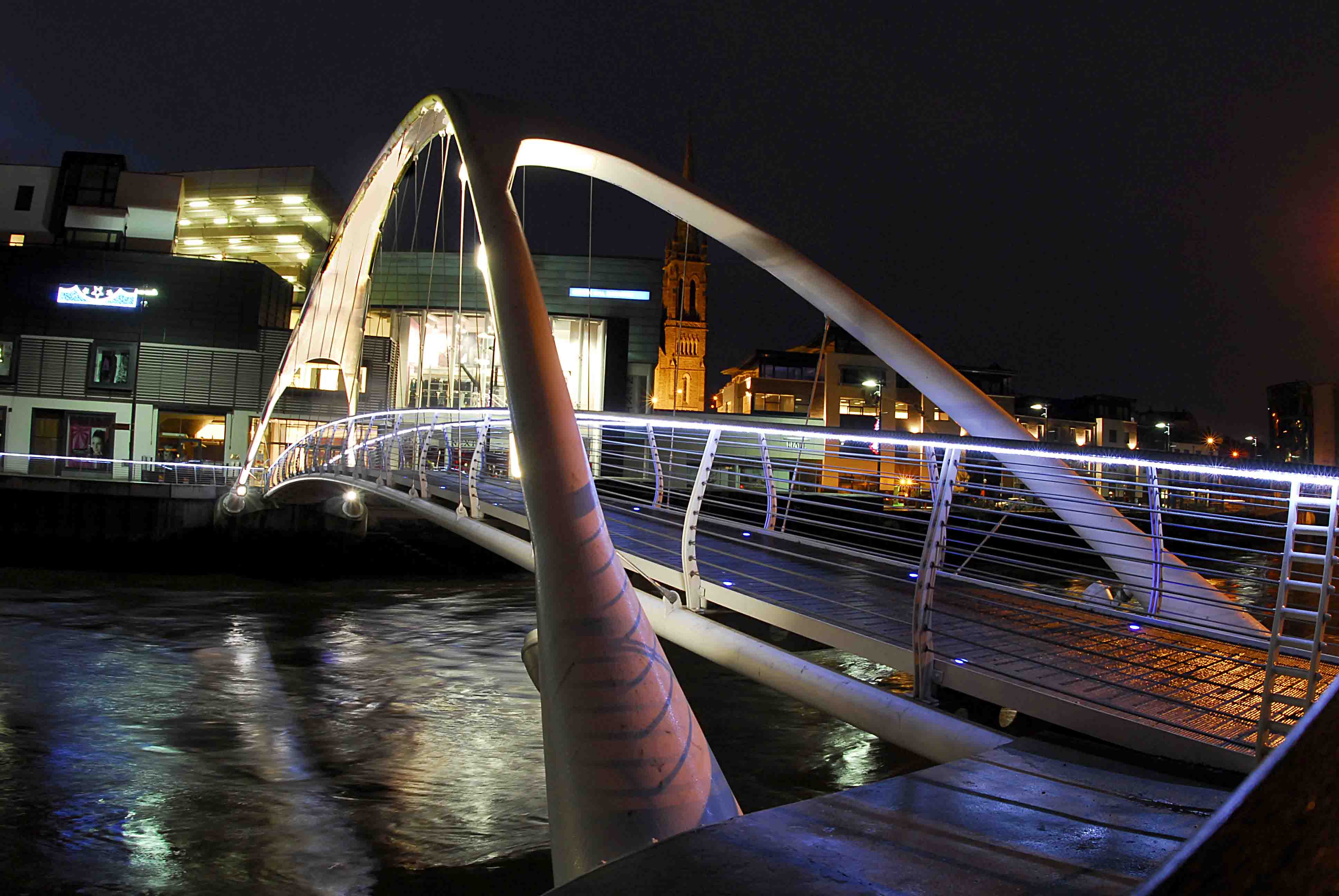
جسر دي لاسي

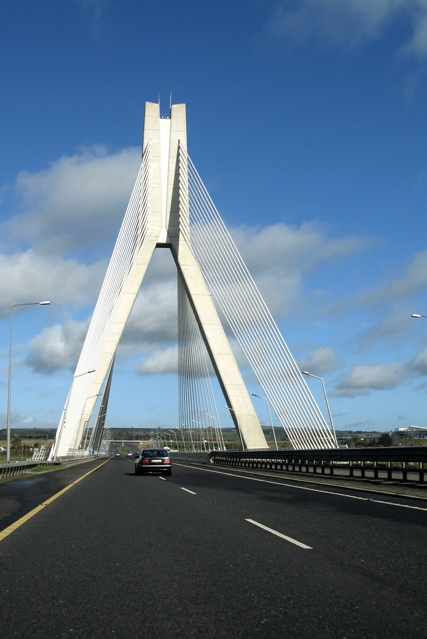
جسر ماري ماكاليس بوين فالي، الطريق السريع (M1)

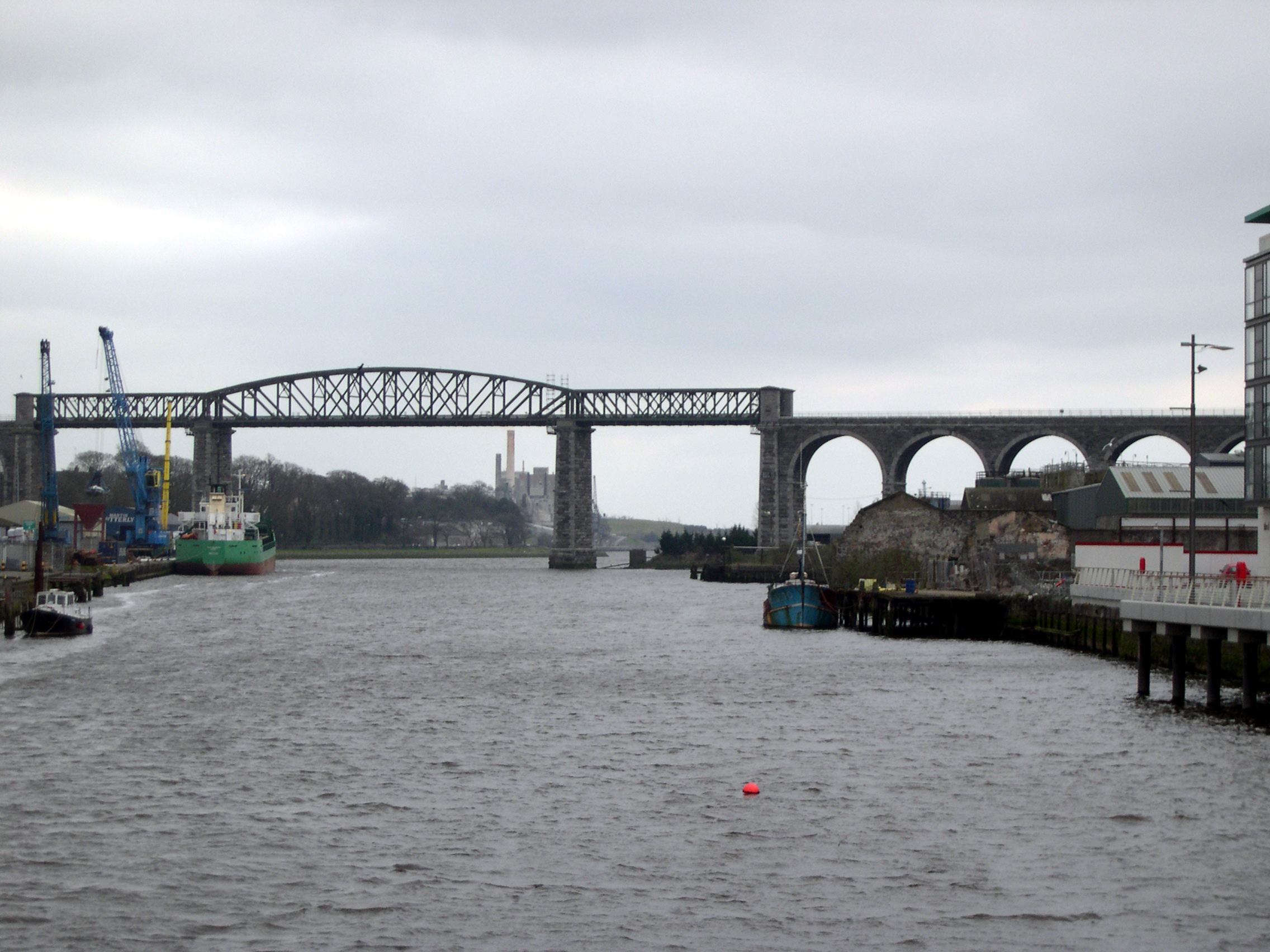
جسر السكة الحديدية فوق نهر بوين

### روابط الطرق والبنية التحتية
تقع دروهيدا بالقرب من الطريق السريع M1 (E1 Euro Route 1) (الطريق السريع الرئيسي دبلن - بلفاست). ينقل جسر ماري ماكاليس بوين فالي حركة المرور من الطريق السريع (M1)، عبر نهر بوين،على بعد ثلاثة كيلومترات (1.9 ميل) غرب المدينة. تم افتتاحه في 9 يونيو 2003 وهو أطول جسر مدعوم بالكابل في أيرلندا. الرمز البريدي للمدينة (eircode) هو (A92).

### السكك الحديدية
حصلت دروهيدا على روابط السكك الحديدية إلى دبلن في عام 1844، ونافان في عام 1850، وبلفاست في عام 1852. توقفت خدمات الركاب بين دروهيدا ونافان في عام 1958، ومع ذلك لا يزال الخط مفتوحًا لحركة نقل البضائع (مناجم تارا/بلاتين سيمنت). في عام 1966 تمت إعادة تسمية محطة دروهيدا إلى "ماكبرايد". افتتحت محطة سكة حديد دروهيدا في 26 مايو 1844.
تتوفر في المحطة قطارات مباشرة على خط (Enterprise) متجهة شمالًا إلى دوندالك، ونيوري، وبورتاداون، وبلفاست جراند سنترال، ومتجهة جنوباً إلى دبلن كونولي. يتخطى قطار واحد يوميًا دروهيدا إلى بلفاست.
تربط مجموعة واسعة من خدمات الركاب التابعة لشركة (Iarnród Éireann) جنوبًا بكل من بالبريغان ومالاهايد وهوث جانكشن ودبلن كونولي وتارا ستريت ودبلن بيرس ودون لاوغيري وبراي وغرايستونز وويكلو وويكسفورد. من المخطط تمديد خط (DART) إلى دروهيدا في أواخر عقدي 2020 أو 2030 كجزء من برنامج (DART+).

### النقل بالحافلات
تقع محطة حافلات دروهيدا على طريق دونوري. شملت رحلات الحافلات الأيرلندية السابقة الرحلة 184 إلى جاريستاون والرحلة 185 إلى بيلوستاون. توجد حاليًا حافلات إلى موناغان ودبلن.

## الإدارة

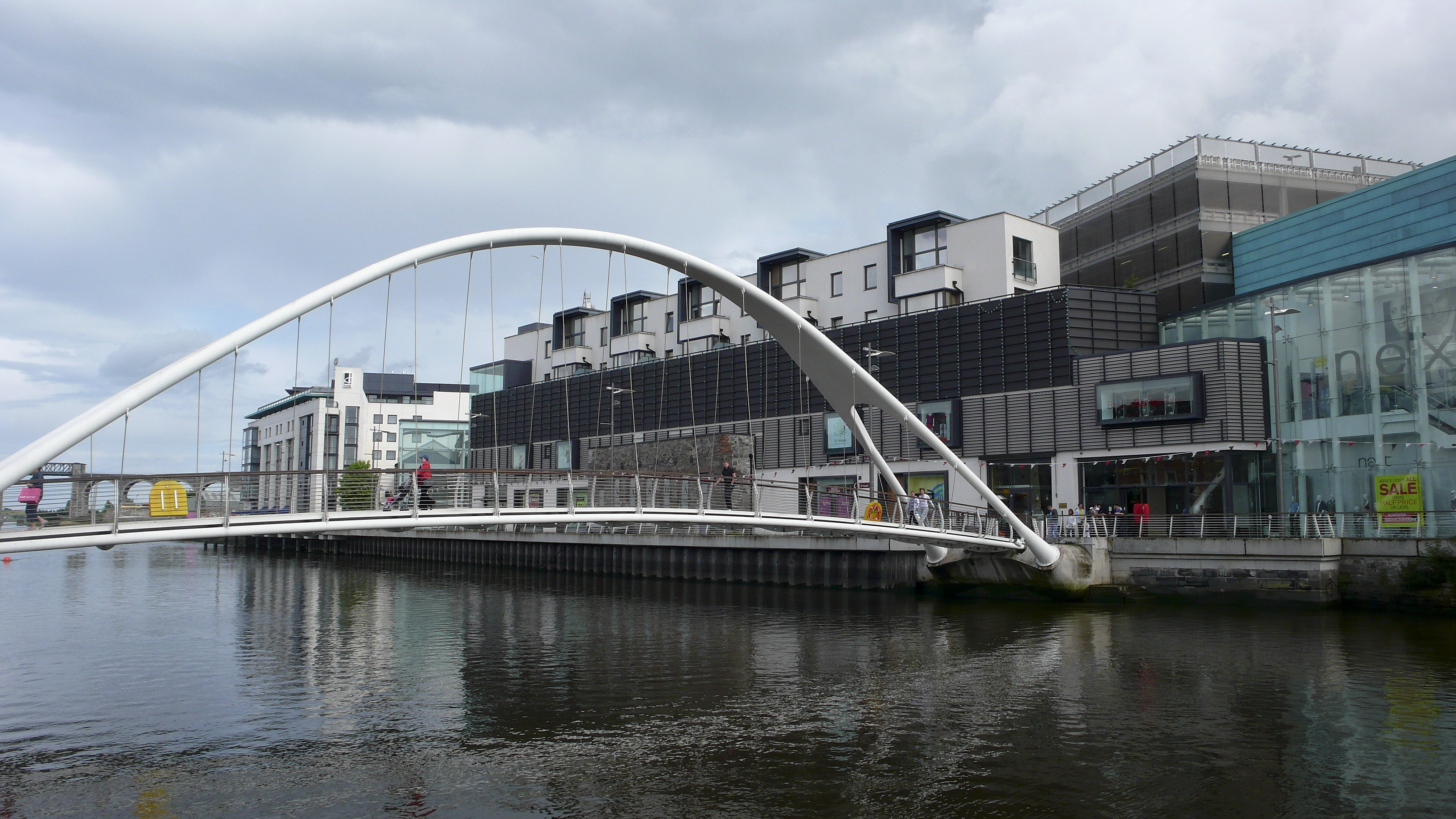
مركز تسوق سكوتش هول

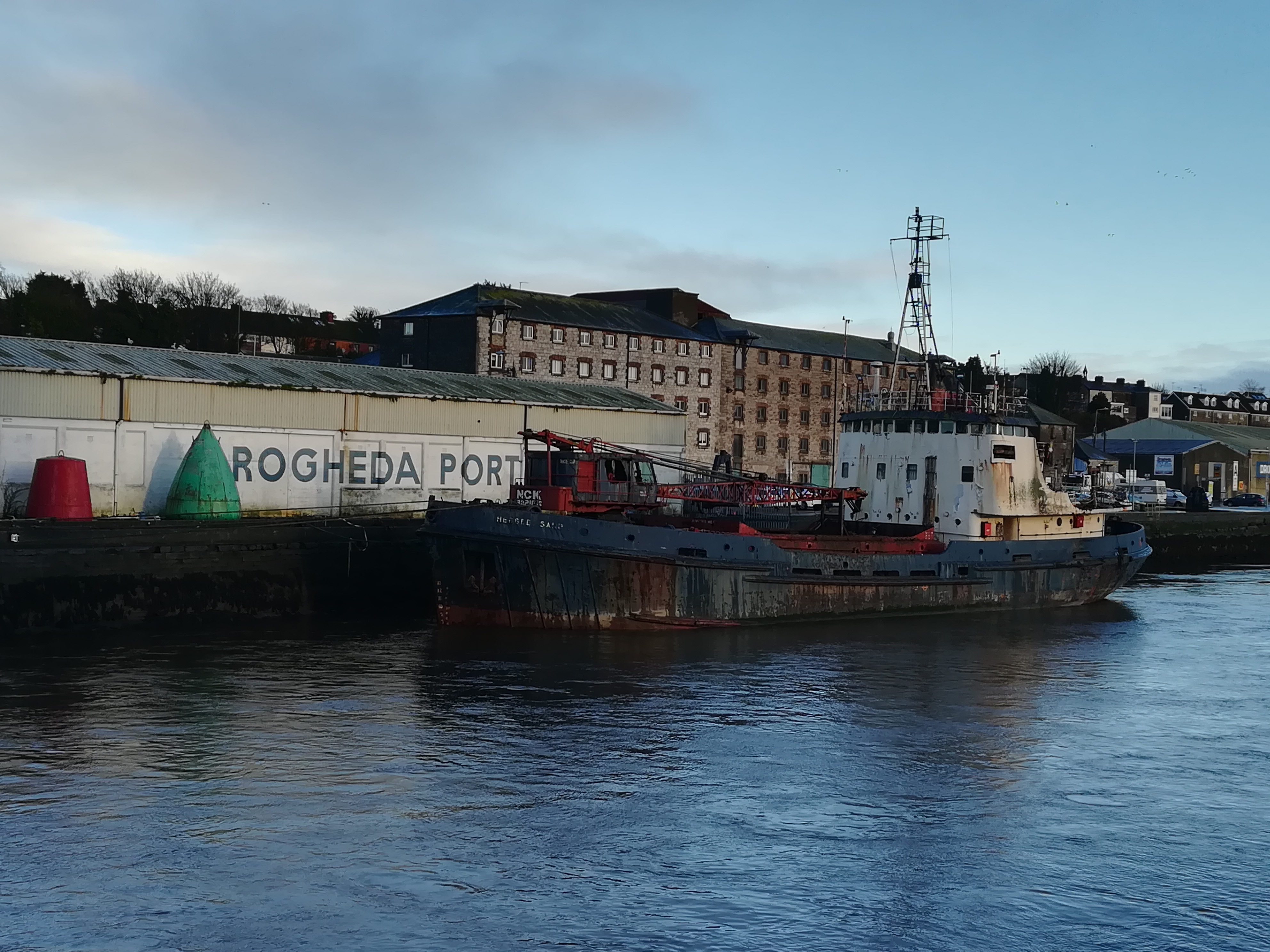
سفينة هيبل ساند ترسو على نهر بوين.

كانت دروهيدا واحدة من عشرة بلدات (Borough) تم الاحتفاظ بها بموجب قانون الشركات البلدية (أيرلندا) لعام 1840. بموجب قانون الحكومة المحلية (أيرلندا) لعام 1898، أصبحت المنطقة منطقة حضرية، مع الاحتفاظ بأسلوب الشركة البلدية (borough corporation).
أصبحت الشركة البلدية دروهيدا مجلسًا بلديًا في عام 2002. في 1 يونيو 2014، تم حل مجلس بلدي وتم دمج إدارة المدينة مع مجلس مقاطعة لوث. وتحتفظ بالحق في وصفها بالبلدة (borough). 
يستخدم رئيس منطقة البلدة لقب عمدة، وليس رئيس بلدية (Cathaoirleach). كان عمدة المدينة، الذي انتُخب في يونيو 2019 للفترة 2019-2020، هو بول بيل (من حزب العمال).
اعتبارًا من انتخابات مجلس مقاطعة لوث لعام 2019، تحتوي منطقة دروهيدا على المناطق الانتخابية المحلية في دروهيدا الحضرية (6 مقاعد) ودروهيدا الريفية (4 مقاعد)، وانتخاب 10 مقاعد للمجلس.
أعادت منطقة دروهيدا البرلمانية اثنين من أعضاء البرلمان إلى مجلس العموم الأيرلندي حتى عام 1801. وبموجب قانون الاتحاد، أعادت المنطقة البرلمانية عضوًا واحدًا إلى مجلس العموم بالمملكة المتحدة، حتى إلغائها بموجب قانون إعادة توزيع المقاعد لعام 1885. تم تمثيلها بعد ذلك بواسطة جنوب لاوث من عام 1885 إلى عام 1918، ومقاطعة لاوث من عام 1918 إلى عام 1922، ولاوث-ميث من عام 1921 إلى عام 1923، ودائرة ديل لاوث من عام 1923 حتى الوقت الحاضر.

## الوسائط
الصحف المحلية هي (Drogheda Leader) و(Drogheda Independent) والمعروفة محليًا باسم (The Leader) و (DI). يتم نشر كلتا الصحيفتين أسبوعيا. يقع مكتب (The Drogheda Independent) في (9 Shop Street)، ويقع مكتب (The Drogheda Leader) في (13/14 West Street).
محطة الراديو المحلية هي (LMFM)، تبث على 95.8 FM. يقع المقر الرئيسي لها في شارع (Marley's Lane) على الجانب الجنوبي من المدينة.

## المستشفيات والرعاية الصحية
دروهيدا هو مركز إقليمي للرعاية الطبية. مستشفاها الرئيسي هو مستشفى سيدة لورد، وهو مستشفى عام يقع في البلدة. وهو جزء من مجموعة مستشفيات لاوث ميث. تشمل المرافق قسم طوارئ يعمل على مدار 24 ساعة لسكان مقاطعة لاوث ومقاطعة ميث وشمال شرق أيرلندا. يوفر المستشفى 340 سريرًا، منها 30 سريرًا مخصصة لحالات اليوم الحاد.

## التعليم
توجد سبع مدارس ثانوية في دروهيدا.
- مدرسة سانت جوزيف الثانوية في نيوفاوندويل هي مدرسة للبنين فقط؛
- مدرسة سانت ماريز الأبرشية في طريق بيمور؛
- مدرسة القلب المقدس،[57] الواقعة في سانيسايد دروهيدا، هي مدرسة للبنات فقط؛
- تقع مدرسة دروهيدا غرامر، على طريق مورنينغتون؛
- تقع كلية مجتمع سانت أوليفر،[58] على طريق راثمولن؛
- تقع كلية باليماكيني، على طريق باليماكيني، وهي مدارس مختلطة؛
- كلية (Our Lady's College)،[59] في غرينهيلز هي مدرسة للبنات فقط؛
- معهد دروهيدا للتعليم الإضافي (DIFE)، وهي كلية من المستوى الثالث تقع في بلدة موني مور.

## الرياضة
تأسس فريق كرة القدم التابع للمدينة، دروهيدا يونايتد، في عام 1919، وتُلعب مبارياته على أرضه في (Head In The Game Park). يلقبون بـ "The Drogs"، وهم يتنافسون حاليًا في دوري أيرلندا الممتاز، والذي فازوا به لأول مرة في عام 2007. حقق النادي النجاح بالفوز بكأس جمهورية أيرلندا في عام 2005، ونجاحات متتالية في كأس سيتانتا الرياضية في عامي 2006 و 2007، بالإضافة إلى كأس EA الرياضية عام 2012. كان الفريق قريبًا من التأهل لدوري أبطال أوروبا في مناسبتين، في عامي 2008 و2013. كما فشلوا بصعوبة في التأهل لكأس الاتحاد الأوروبي مرتين، في عامي 2006 و2007. منذ تأسيسه، فاز النادي بـ11 لقبًا كبيرًا. في عام 2011، أصبح نادي دروهيدا النادي الشقيق لنادي طرابزون سبور التركي بسبب تطابق ألوانهما، وتاريخ المدينة في المساعدات العثمانية خلال المجاعة الكبرى.
في اتحاد الرغبي، تم تشكيل فريق (Boyne RFC) المحلي في عام 1997 من اندماج فريقي (Delvin RFC) و(Drogheda RFC). اعتبارًا من 2010 كان فريق الرجال الأول يلعب في دوري (Leinster J1) الأول.

## مدن التوأمة
- برونتي، إيطاليا[60]
- سان ماندي، فرنسا[61]
- ساليناس، كاليفورنيا، الولايات المتحدة[62]

## شخصيات بارزة

### الفنون والإعلام
- ياسمين أكرم ، ممثلة كوميدية (شاركت في مسلسل شيرلوك)
- بيرس بروسنان، ممثل ومنتج أفلام وناشط بيئي ولد في دروهيدا[63]
- إيمون كامبل، عضو في فرقة دوبلينرز
- أليسون كومين، صحفية ومذيعة
- سوزان كونولي، شاعرة، حاصلة على منحة باتريك وكاثرين كافاناغ 2001
- دانييل فورميكا، ممثل ومخرج مسرحي وكاتب مسرحي ولد في دروهيدا
- أنجيلا جرين، شاعرة، حاصلة على جائزة باتريك كافاناغ 1988، دار سالمون للنشر
- مايكل هولوهان، ملحن وعضو ورئيس سابق لـ (Aosdána)
- جوناثان كيلي، مغني وكاتب أغاني
- إيفانا لينش، ممثلة معروفة بدورها في دور لونا لوفغود في أفلام هاري بوتر
- كولن أودونوغو، ممثل معروف بدوره في شخصية الكابتن هوك/كيليان جونز في المسلسل التلفزيوني الأمريكي (Once Upon a Time)
- هيكتور أوهيوكاغين، مذيع ومذيع بودكاست
- ديدري أوكين، ممثلة ومديرة اختيار الممثلين
- إليزا أونيل، ممثلة.
- جون بويل أوريلي، شاعر وروائي، عضو في جماعة الإخوان الجمهوريين الأيرلندية
- نانو ريد، رسام للمناظر الطبيعية، وخاصة دروهيدا، ووادي بوين والمناطق المحيطة بها
- فياكرا ترينش، ملحن. قام بتأليف ترتيب الأوتار لفيلم حكاية نيويورك الخيالية، وكتب الموسيقى للعديد من أفلام هوليوود
- أوفيسا، مغني راب

### السياسة والدبلوماسية
- إيمون كينت، قائد انتفاضة 1916 – كان طالبًا في المدرسة الثانوية سانت جوزيف CBS في دروهيدا.
- داميان إنجليش، وزير الدولة في وزارة المشاريع والتجارة والتوظيف ونائب رئيس الوزراء لمنطقة ميث ويست
- بادى أوهانلون، عضو البرلمان القومي السابق عن جنوب أرماغ
- ويليام هيوز، عضو مجلس الشيوخ الأمريكي من أصل أيرلندي من ولاية نيو جيرسي
- أليسون كيلي، السفيرة الأيرلندية في إسرائيل
- توني مارتن، المشرع الديمقراطي الاجتماعي الكندي
- دومينيك ماكجلينشي، زعيم جيش التحرير الوطني الأيرلندي، اغتيل في 10 فبراير 1994
- ميرياد ماغينيس، مفوضة المالية الأوروبية وعضو البرلمان الأوروبي عن حزب فاين جايل
- جيد ناش، سياسي أيرلندي وعضو في حزب العمال. شغل منصب عمدة دروهيدا بين عامي 2004 و2005. عمل كوزير دولة لشؤون الأعمال والتوظيف من 2014 إلى 2016. كان عضوًا في مجلس الشيوخ عن لجنة العمال من 2016 إلى 2020. يشغل حاليًا منصب نائب في البرلمان (TD) منذ عام 2020 (وكان قد شغل المنصب سابقًا من 2011 إلى 2016).
- جيرالدين بيرن نيسون دبلوماسية، سفيرة أيرلندا لدى الأمم المتحدة
- جون نيري دبلوماسي. السفير في هولندا
- كان هنري سينغلتون، قاضي وصديق جوناثان سويفت، مقيمًا في دروهيدا طوال حياته
- 'بيادر تويبين، نائب برلماني عن منطقة ميث الغربية وزعيم حزب ونتو.
- 'تي. كيه. ويتيكر، اقتصادي أيرلندي سابق، وكاتب برنامج التوسع الاقتصادي.[64]

### الجيش
- جون باريت، قائد سفينة إتش إم إس مينوتور (1793) وسفينة إتش إم إس أفريقيا (1781)
- جورج فوربس، إيرل غرانارد الثالث، ضابط بحري
- ويليام كيني، الحائز على صليب فيكتوريا
- توماس تشارلز رايت أميرال وجنرال مؤسس البحرية الإكوادورية

### الأكاديمية والعلم
- جيمس كولين، عالم رياضيات، مُكتشف ما يعرف الآن باسم أعداد كولين.
- جون فيليب هولاند، مخترع الغواصة الحديثة.
- توماس ماكلولين، مؤسس شركة (ESB) وأول رئيس تنفيذي لها. بنى محطة شانون للطاقة الكهرومائية.
- مايكل سكوت، المهندس المعماري الذي صمم بوساراس ومسرح آبي

### الدين
- جيمس تشادويك، عالم لاهوتي وشاعر غنائي ورئيس أساقفة نيوكاسل وهيكسهام
- باتريك كورتيس، رئيس أساقفة أرماغ، رئيس التجسس لدوق ويلينغتون في حرب شبه الجزيرة. رقم 1 في قائمة نابليون الأكثر طلبا.
- توماس لانكستر، أسقف، دُفن في كنيسة القديس بطرس

### الرياضة
- إيفان فيرغسون، لاعب كرة قدم محترف في نادي برايتون أند هوف ألبيون في الدوري الإنجليزي الممتاز.
- كين باري، محترف لعبة السهام في منظمة (PDC)[65]
- تومي برين، حارس مرمى مانشستر يونايتد
- غافين برينان، لاعب خط وسط في أندية وارنبوينت تاون، دروهيدا يونايتد وشامروك روفرز. شقيق لاعب كرة القدم كيليان برينان.
- كيليان برينان، لاعب خط وسط في العديد من أندية الدوري الأيرلندي، والفائز بثلاثة ألقاب لدوري الدرجة الممتازة الأيرلندي، وثلاثة ألقاب كأس جمهورية أيرلندا وخمسة ألقاب كأس الدوري الأيرلندي
- لوكاس براونينغ لاغرفيلدت، لاعب كرة قدم
- تومي بيرن، سائق سباق سابق، شارك لفترة وجيزة في الفورمولا 1 في عام 1982[66][67]
- توني بيرن، الحائز على الميدالية البرونزية لأيرلندا الألعاب الأولمبية الصيفية 1956 في ملبورن في قسم الوزن الخفيف.
- ميغان كامبل، لاعبة كرة قدم في نادي ليفربول للسيدات
- جيروم كلارك، مهاجم نادي دروهيدا يونايتد السابق، شارك في مباراة واحدة مع منتخب جمهورية أيرلندا لكرة القدم.
- نيك كولغان، حارس مرمى نوادي تشيلسي، وهيبرنيان، ومنتخب جمهورية أيرلندا.
- باري كونلون، مهاجم مانشستر سيتي السابق
- داريل دي ليون، سائق سباقات فلبيني بريطاني
- ميك فيركلو، لاعب دولي أيرلندي سابق (الدوري الإنجليزي الممتاز في ذلك العصر)
- بيرنارد فلين، عضو فريق ميث لكرة القدم خلال الثمانينيات والتسعينيات
- بادي غافين، ظهير خلفي سابق لأندية دوندالك، ودونكاستر روفرز ومنتخب جمهورية أيرلندا ب
- ديردري جوجارتي، بطلة العالم في وزن الريشة لعام 1997 الاتحاد الدولي للملاكمة النسائية (WIBF).
- جيمس هاند، لاعب كرة قدم في نادي هدرسفيلد تاون
- إيان هارت، لاعب كرة قدم سابق في العديد من الأندية الإنجليزية ومنتخب جمهورية أيرلندا لكرة القدم.
- غاري كيلي، لاعب كرة قدم وناشط خيري.
- كولين لوث، سباح أولمبي مثل أيرلندا في الألعاب الأولمبية الصيفية 2000 في سيدني.
- ديفيد ماكليستر، لاعب خط وسط في نادي شيفيلد يونايتد وشروزبري تاون وستيفيناغ بوروه.
- شين موناهان، لاعب رغبي محترف، غلوستر، لينستر، مونستر، كونوت، منتخب أيرلندا تحت 21 عامًا.
- ديس سميث، لاعب جولف محترف، نائب قائد الفريق الفائز بكأس رايدر عام 2006
- ستيف ستاونتون، مدافع ليفربول السابق وأستون فيلا وقائد المنتخب الوطني الأيرلندي لكرة القدم والمدير الفني، وُلد هناك.
- غاري تالون، لاعب خط وسط في نادي مانسفيلد تاون
- كيفن ثورنتون، لاعب كرة قدم سابق في العديد من الأندية الإنجليزية ومنتخب جمهورية أيرلندا تحت 21 سنة
- شون ثورنتون، لاعب كرة قدم سابق في العديد من الأندية الإنجليزية ومنتخب جمهورية أيرلندا تحت 21 سنة، لاعب العام السابق في نادي سندرلاند

### آخرون
- السير جون لومسدن، مؤسس منظمة إسعاف سانت جون في أيرلندا
- جيل ميغر، ضحية جريمة
- جورج درومغول كولمان، المهندس المعماري الذي لعب دورًا فعالاً في تصميم وبناء الكثير من البنية التحتية المدنية في سنغافورة المبكرة

## حرية المدينة
لقد حصل الأشخاص التاليون على حرية مدينة (Freedom of the Town) لدروهيدا.
- تشارلز ستيوارت بارنيل: 1884.[68]
- إيمون دي فاليرا: يوليو 1933.[69]
- البابا يوحنا بولس الثاني: 29 سبتمبر 1979.[70]
- جون هيوم: 14 مايو 2001.[71]
- الأب إيجي أودونوفان: 23 أكتوبر 2013.[72]
- مايكل د. هيجينز: 22 مايو 2015.[73]
- شيموس مالون: 8 يونيو 2018.[74]
- جيرالدين بيرن نيسون: 10 يناير 2020.[75]
- حصل الأخ إدموند غارفي، الرئيس السابق لرهبنة الإخوة المسيحيين، على جائزة حرية دروهيدا في عام 1997. في أعقاب الغضب الذي أثارته حقيقة أنه عندما كان رئيسًا للرهبنة، أصدر استراتيجية قانونية بصفته رئيسًا للجماعة تجعل من الصعب على الناجين من أولئك الذين تعرضوا للاعتداء الجنسي عندما كانوا أطفالًا متابعة القضايا المدنية ضد الرهبنة، بدأت حملة على (LMFM) في برنامج الراحل مايكل ريد بدعم من بعض الأعضاء المنتخبين في مجلس مقاطعة لوث ومجلس بلدة دروهيدا الذين صوتوا بأغلبية 5 أصوات مقابل 4 مع امتناع واحد عن التصويت لإلغاء اسم غارفي في سبتمبر 2023. كانت المشورة القانونية التي قدمتها الرئيسة التنفيذية آنذاك جوان مارتن هي أنه يمكن مقاضاة الأعضاء المنتخبين إذا صوتوا كما هو مسموح به بموجب قانون الحكومة المحلية وتجاهلوا نصيحتها. لم يتم مقاضاتهم. ومع ذلك، لا يزال اسم غارفي مدرجًا في قائمة حرية دروهيدا على موقع مجلس مقاطعة لاوث مع ملحق ينص على أن الأعضاء المنتخبين صوتوا على إزالة الاسم ولكن الموظفين عارضوا إزالته.[76]

## ملحوظات
1. ↑  يبلغ عدد سكان تالاغت، التي لا تتمتع أيضًا ب"حالة مدينة" (City status)، حوالي 20 ألف نسمة أكثر من دروهيدا، على الرغم من أن ما إذا كان يمكن اعتبارها مدينة أم لا هو أمر محل نقاش.

## للاستزادة
- Quane، Michael (1963). "Drogheda Grammar School". Journal of the County Louth Archaeological Society. ج. 15 ع. 3: 207–248. DOI:10.2307/27729054. JSTOR:27729054.

## روابط خارجية
- Chisholm, Hugh, ed. (1911). "Drogheda" . Encyclopædia Britannica (بالإنجليزية) (11th ed.). Vol. 8.
- Drogheda Borough Council
- Drogheda on the Boyne – Official Tourism Website
- Drogheda & District Chamber of Commerce